# NGC 1711
NGC 1711 est un amas ouvert situé dans la constellation de la Table. Cet amas est situé dans le Grand Nuage de Magellan. Il a été découvert par l'astronome écossais James Dunlop en 1826.

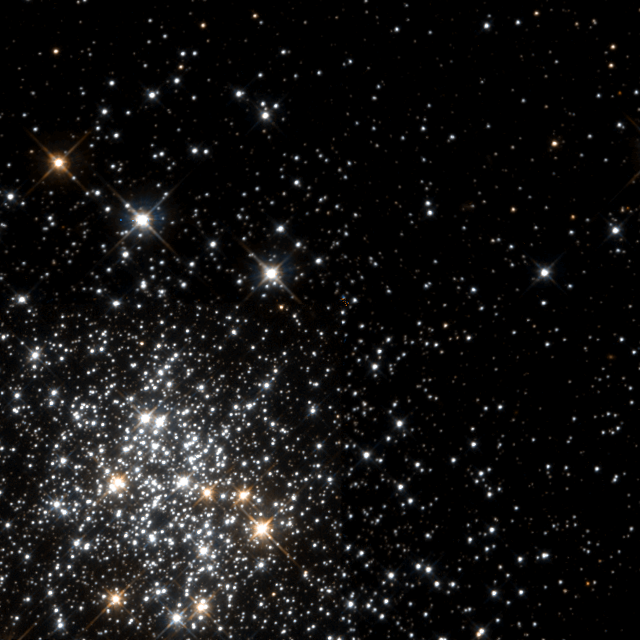
NGC 1711 par le télescope spatial Hubble.